# Rinaldo da Siena
Rinaldo da Siena was een kunstschilder van de Siënese school, ook werkzaam als miniaturist die actief was in Siena in de tweede helft van de 13e eeuw (ca. 1260 - 1280). Hij werd vernoemd in documenten van 1274 en 1278.

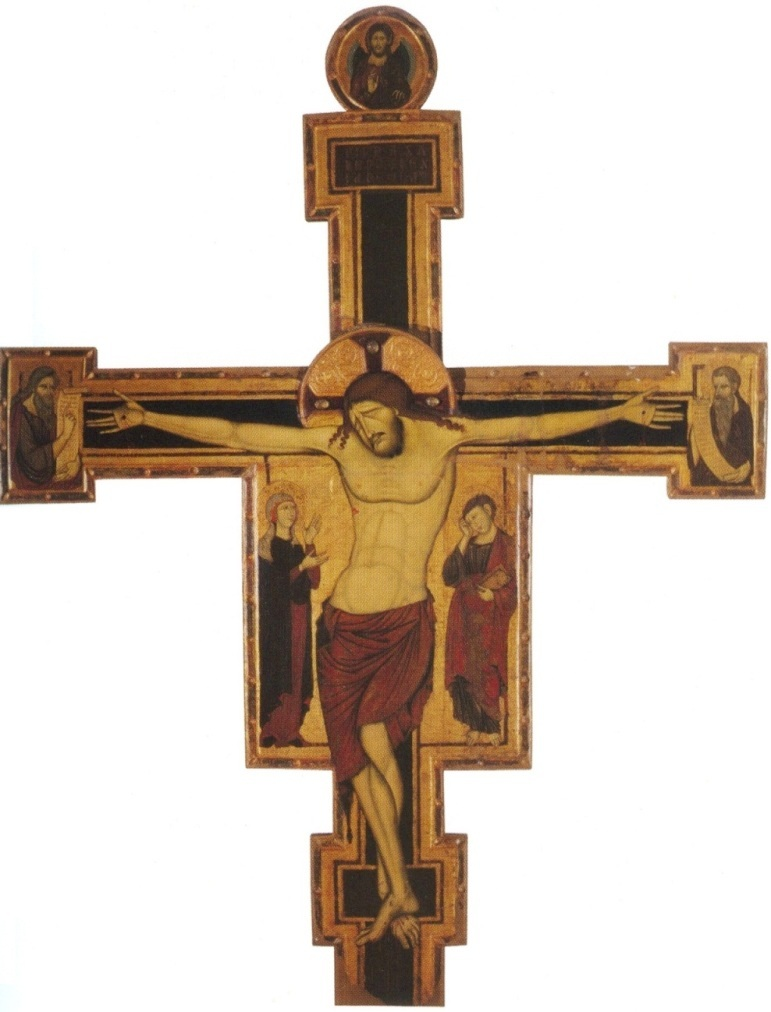
Crucifix met rouwenden, de profeten Jesaja en Jeremia en een zegenende Christus(1270-1280), pinacotheek van San Gimignano

Hij was een navolger van Cimabue en beïnvloed door diens Byzantijnse stijl, en een voorloper van Duccio di Buoninsegna.

## Biografie
Buiten enkele documenten voor de betaling van werken aan een Ranaldus pittor de Senis is er niets over hem bekend. Hij werd betaald door het stadsbestuur van San Gimignano in 1274 voor een fresco op de buitenmuur van de kerk, dat de moord op Schiavo Paltone door zijn broer voorstelde. Verder zijn er betalingen van de Republiek Siena van 1277, 1278 en 1281 voor het schilderen van boekomslagen voor de biccherna, borden en schilden waarvan alleen het paneeltje met Don Bartolomeo Alessi een monnik van San Galgano bewaard is gebleven. Het is op basis van dit paneeltje van juli - december 1278, nu in de Staatliche Museen zu Berlin, dat Rinaldo werd geïdentificeerd als de Meester van de Clarissen door Luciano Bellosi in 1991. Niet alle kunsthistorici zijn het met deze identificatie eens. Ze stellen dat de extrapolatie van een dergelijke kleine figuur naar een grote figuur op een schilderij moeilijk in te schatten is.

## Werken
- Aegidius Romanus, Libro del regimento dei prencipi (de regimine principum), in de Bibliothèque nationale de France, Parijs . Ms. italien 233)
- Renato Vegezio, Mulomedicina, Biblioteca Laurenziana, MS Plut. 45.19, Florence
- Folia uit een Graduale, Paul Getty Museum, MS 71.[3]
- Crucifix met rouwenden, de profeten Jesaja en Jeremia en een zegenende Christus(1270-1280), pinacotheek van San Gimignano
- Kruisiging, ca. 1260, fresco in de crypte van de kathedraal van Siena
- Kruisafname, ca. 1260, fresco in de crypte van de kathedraal van Siena

## Weblinks
- Rinaldo da Siena – Artworks op The Athenaeum.
- Crucifixion, fresco, duomo Siena op Web gallery of Art.
- Siena, the crypt

- Gemeinsame Normdatei: 1077873603
- Union List of Artist Names: 500204765
- Virtual International Authority File: 152353089